# (2422) Perovskaya
(2422) Perovskaya (1968 HK1; 1929 JE; 1936 HF; 1943 GU; 1950 EO; 1950 HO; 1975 GB) ist ein ungefähr sechs Kilometer großer Asteroid des inneren Hauptgürtels, der am 28. April 1968 von der russischen (damals: Sowjetunion) Astronomin Tamara Michailowna Smirnowa am Krim-Observatorium (Zweigstelle Nautschnyj) auf der Halbinsel Krim (IAU-Code 095) entdeckt wurde.

## Benennung
(2422) Perovskaya wurde nach Sofja Lwowna Perowskaja (1853–1881) benannt, die hingerichtet wurde, nachdem sie sich am erfolgreichen Attentat auf Kaiser Alexander II. beteiligt hatte.